# Österreichischer Frauen-Fußballcup 2011/12
Der Österreichische Frauen-Fußballcup wurde in der Saison 2011/12 zum 38. Mal ausgespielt. Als ÖFB-Ladies-Cup wurde er vom Österreichischen Fußballbund zum 20. Mal durchgeführt und begann am 10. September 2011 mit der ersten Runde und endete am 9. Juni 2012 mit dem Finale in der Almtalarena Pettenbach. Den Pokal ging in dieser Saison, so wie auch der Titel in der ÖFB-Frauenliga, an den SV Neulengbach. Der SV Neulengbach gewann damit seinen zehnten Titel im elften Finale.

## Teilnehmende Mannschaften
Für den österreichischen Frauen-Fußballcup haben sich anhand der Teilnahme der Ligen der Saison 2011/12 folgende 32 Mannschaften, die nach der Saisonplatzierung der ÖFB-Frauenliga 2010/11 und der 2. Liga Mitte/West 2010/11 geordnet sind, qualifiziert. 12 Vereine der 2. Liga Ost 2010/11 und der 2. Liga Süd 2010/11 qualifizierten sich für die neugegründeten 2. Liga Ost/Süd. Teams, die als durchgestrichen gekennzeichnet sind, nahmen am Wettbewerb aus diversen Gründen nicht am Wettbewerb teil oder sind zweite Mannschaften und spielten daher nicht um den Pokal mit. Weiters konnten noch der Landescupsieger, der Landesmeister oder auch Vertreter der Saison 2010/11 teilnehmen.
| ÖFB-Frauenliga (10) | 2. Liga Mitte/West (3) | 2. Liga Ost/Süd (7) |
| --- | --- | --- |
| - SV Neulengbach (NÖ) (C) - FC Südburgenland (B) - FC St. Veit/Glan (K) - FC Wacker Innsbruck (T) - USC Landhaus (W) - LUV Graz (ST) - SG FC Bergheim/USK Hof (OÖ) - USG Ardagger/Neustadtl (ST) - Union Kleinmünchen (OÖ) - ASV Spratzern (NÖ) (RG) | - Heeres SV Wals (S) - FC Wacker Innsbruck II (T) - Union Geretsberg (OÖ) - FC Wels Ladies (OÖ) - FC Lustenau (V) - SV Garsten (OÖ) - ASKÖ Dionysen/Traun (OÖ) - Union Kleinmünchen II (OÖ) - LASK Ladies (OÖ) - SV Taufkirchen/Pram (OÖ) (LM) (RG) | - SKV Altenmarkt (NÖ) Ost - ASK Baumgarten (B) (LM) (RG) Ost - SC/ESV Parndorf (B) (RV) Süd - ASK Erlaa (W) Ost - SV Gloggnitz (NÖ) Ost - ASV Hornstein (B) Ost - SG SK Sturm Graz Damen/FC Stattegg 2LOS1 (A) Süd - SV Horn (NÖ) Ost - 1. DFC Leoben/GAK (ST) Süd - SV Neulengbach II (NÖ) Ost - FC Südburgenland II (B) Süd - USC Landhaus II (W) Ost |
| Landescupsieger, Meister oder Meistervertreter aus der Landesliga (12) | | |
| - ASK Baumgarten (B) (LM), siehe 2. Liga Ost/Süd - FC Feldkirchen (K) (??) - SVG Bleiburg (K) (L2) (RV) - SC Leopoldsdorf (NÖ) (LM) (RV) - SV Langenrohr (NÖ) (L4) | - FC Wels (OÖ) (LC) - SV Taufkirchen/Pram (OÖ) (LM) , siehe 2. Liga Mitte/West - USK Hof II (S) (LM) - SC St. Margarethen/Raab (ST) (LM) (RV) - SC St. Ruprecht/Raab (ST) (??) - SPG SV Brixlegg/SV Rattenberg (T) (LM)                             | - SV Haiming (T) (LN-LLW2) - SC Röthis (V) (LC) (LM) - ESV Bludenz (V) (L3) - RW Rankweil (V) (LN) - ESV Süd-Ost (W) (L2) (RV) - ASV 13 (W) (L3) |
| Erläuterungen Länderkürzel: (B): Burgenland, (K): Kärnten, (NÖ): Niederösterreich, (OÖ): Oberösterreich, (S): Salzburg, (ST): Steiermark, (T): Tirol, (V): Vorarlberg, (W): Wien; Vereins-Landes-Bewerbserfolg: (LC): Landescupsieger, (LCF): Landescupfinalist, (LM): Landesmeister, (Lx): x. Platz der Landesliga, (LN): Landesliga-Aufsteiger, (..-x): x Landesliga siehe Länderkürzel | | |

| (C) | amtierender Cupsieger 2010/11    |
| (A) | Absteiger der Saison 2011/12     |
| (N) | Neuaufsteiger der Saison 2011/12 |

## Turnierverlauf

### 1. Cuprunde
| Datum                   |                                    | Ergebnis                          |                        |
| ----------------------- | ---------------------------------- | --------------------------------- | ---------------------- |
| 10.09.2011 um 13:00 Uhr | ASV 13                             | 0:14 (0:6)                        | FC St. Veit/Glan       |
| 10.09.2011 um 15:30 Uhr | SVG Bleiburg                       | 0:12 (0:5)                        | USC Landhaus           |
| 10.09.2011 um 15:30 Uhr | SKV Altenmarkt                     | 2:10 (0:4)                        | FC Südburgenland       |
| 10.09.2011 um 17:00 Uhr | SV Haiming                         | 0:21 (0:8)                        | FC Wacker Innsbruck    |
| 10.09.2011 um 17:00 Uhr | SC St. Margarethen/Raab            | 1:4 (1:3)                         | USG Ardagger/Neustadtl |
| 10.09.2011 um 18:00 Uhr | ESV Süd-Ost                        | 1:2 (1:0)                         | FC Feldkirchen         |
| 11.09.2011 um 11:00 Uhr | 1. DFC Leoben/GAK                  | 3:3 n. V. (1:1, 0:1) (9:10 i. E.) | SV Gloggnitz           |
| 11.09.2011 um 12:00 Uhr | SV Langenrohr                      | 0:2 (0:2)                         | Union Kleinmünchen     |
| 11.09.2011 um 14:00 Uhr | RW Rankweil                        | 1:10 (0:5)                        | SG FC Bergheim/USK Hof |
| 11.09.2011 um 14:00 Uhr | ESV Bludenz                        | 0:5 (0:2)                         | Heeres SV Wals         |
| 11.09.2011 um 14:00 Uhr | SPG SV Brixlegg/SV Rattenberg      | 1:5 (1:2)                         | FC Lustenau            |
| 11.09.2011 um 14:00 Uhr | SC Leopoldsdorf/Wien               | 3:1 (2:0)                         | ASKÖ Dionysen/Traun    |
| 11.09.2011 um 14:30 Uhr | SG SK Sturm Graz Damen/FC Stattegg | 0:3 (0:1)                         | ASV Spratzern          |
| 11.09.2011 um 15:00 Uhr | SC St. Ruprecht/Raab               | 0:8 (0:4)                         | SV Neulengbach         |
| 11.09.2011 um 16:30 Uhr | SV Horn                            | 1:6 (1:3)                         | LUV Graz               |
| 11.09.2011 um 17:30 Uhr | SC/ESV Parndorf                    | 1:0 (0:0)                         | ASK Erlaa              |

### 2. Cuprunde
| Datum                   |                        | Ergebnis    |                     |
| ----------------------- | ---------------------- | ----------- | ------------------- |
| 05.11.2011 um 14:00 Uhr | SV Gloggnitz           | 1:2 (0:1)   | FC St. Veit/Glan    |
| 05.11.2011 um 14:00 Uhr | FC Feldkirchen         | 0:4 (0:2)   | FC Südburgenland    |
| 06.11.2011 um 11:00 Uhr | FC Lustenau            | 0:8 (0:4)   | SV Neulengbach      |
| 06.11.2011 um 14:00 Uhr | Heeres SV Wals         | 0:1 (0:0)   | LUV Graz            |
| 06.11.2011 um 14:00 Uhr | SC/ESV Parndorf        | 3:1 (2:1)   | Union Kleinmünchen  |
| 06.11.2011 um 14:00 Uhr | SG FC Bergheim/USK Hof | 2:3 (0:2)   | USC Landhaus        |
| 06.11.2011 um 14:00 Uhr | USG Ardagger/Neustadtl | 0:3 (0:0)   | ASV Spratzern       |
| 06.11.2011 um 15:00 Uhr | SC Leopoldsdorf/Wien   | 2:15 (0:11) | FC Wacker Innsbruck |

### Viertelfinale
| Datum                   |                     | Ergebnis  |                  |
| ----------------------- | ------------------- | --------- | ---------------- |
| 09.03.2012 um 19:30 Uhr | SV Neulengbach      | 4:1 (1:0) | ASV Spratzern    |
| 10.03.2012 um 14:00 Uhr | FC Wacker Innsbruck | 6:1 (3:0) | USC Landhaus     |
| 11.03.2012 um 14:00 Uhr | SC/ESV Parndorf     | 1:4 (1:2) | LUV Graz         |
| 11.03.2012 um 14:00 Uhr | FC St. Veit/Glan    | 1:2 (1:1) | FC Südburgenland |

### Halbfinale
| Datum                   |                     | Ergebnis  |                  |
| ----------------------- | ------------------- | --------- | ---------------- |
| 01.05.2012 um 15:00 Uhr | FC Wacker Innsbruck | 3:1 (1:1) | LUV Graz         |
| 01.05.2012 um 17:30 Uhr | SV Neulengbach      | 5:0 (3:0) | FC Südburgenland |

### Finale
Das Finale wurde in der Almtalarena Pettenbach, Pettenbach in Oberösterreich vor 400 Zuschauern ausgetragen.
| 09.06.2012 um 17:00 Uhr | FC Wacker Innsbruck | 0:4 (0:1) | SV Neulengbach |
|                         | Tore: 0:1 Darlene de Souza Reguera (45.+1'), 0:2 Darlene de Souza Reguera (76.), 0:3 Maria Gstöttner (78.), 0:4 Nina Burger (86.) |           |                |

## Torschützenliste
In der Torschützenliste des ÖFB Ladies-Cup belegte Nicole Billa vom FC Wacker Innsbruck den ersten Platz.
| Pl. | Nat.       | Spieler            | Verein                 | Tore |
| --- | ---------- | ------------------ | ---------------------- | ---- |
| 01. | Osterreich | Nicole Billa       | FC Wacker Innsbruck    | 14   |
| 02. | Osterreich | Melanie Fischer    | FC Wacker Innsbruck    | 9    |
| 03. | Osterreich | Katharina Strauchs | USG Ardagger/Neustadtl | 7    |